# Тамаш, Габриэль
Габриэ́ль Себа́стьян Та́маш (рум. Gabriel Sebastian Tamaş; род. 9 ноября 1983, Брашов) — румынский футболист, защитник клуба «Конкордия».

## Биография

### Клубная карьера

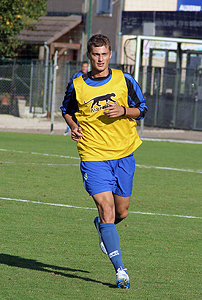
Габриэль Тамаш

Габриэль Тамаш начал свою карьеру в родном городе Брашов в одноимённом клубе «Брашов», выступающем в низшем румынском дивизионе. В 17 лет Габриэль перешёл в другой клуб, находящийся в Брашове «Тракторул», именно в «Тракторуле» молодого игрока приметили селекционеры «Динамо» из Бухареста. В 2002 году Тамаш перешёл в «Динамо», проведя в сезоне 2002/03 21 игру и забив 4 мяча. В 2003 году Габриэль отправился в турецкий «Галатасарай», в котором не сумел закрепиться в основном составе.
В 2004 году российский «Спартак» из Москвы выкупил за $ 1,5 млн права на Тамаша у «Галатасарая» и подписал с ним контракт на 4 года. Тамаш стал первым румынским футболистом в чемпионате России. Но и в «Спартаке» Габриэль не смог стать игроком основного состава, в том же 2004 Тамаша отдали в аренду бухарестскому «Динамо», в котором в сезоне 2004/05 провёл 27 матчей и забил 1 мяч. По итогам сезона «Динамо» завоевало серебряные медали чемпионата (уступив только «Стяуа») и стало обладателем Кубка Румынии, а Тамаш стал одним из открытий румынского чемпионата.
Вернувшись в 2006 году в «Спартак», Тамаш был снова отдан в аренду, на этот раз в испанскую «Сельту». В «Сельте» Габриэль получил постоянное место в составе, но по итогам сезона «Сельта» вылетела во второй испанский дивизион. По окончании аренды Тамаш не захотел возвращаться в «Спартак». Летом 2007 года французский «Осер» достигнул договорённость со «Спартаком» о покупке Тамаша, цена трансфера составил около € 3 млн.

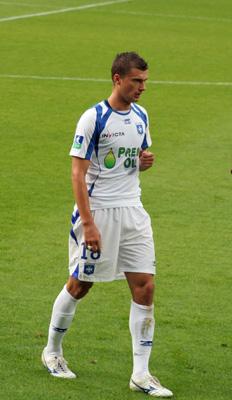
Тамаш в форме «Осера»

После проведённого сезона за «Осер» Тамаш 22 августа 2008 года перешёл в румынское «Динамо» из Бухареста на правах аренды. С 2010 года также на правах аренды выступал в английском клубе «Вест Бромвич Альбион».
После закрытия трансферного окна 2013 стал свободным агентом.

### Карьера в сборной
За национальную сборную Румынии Тамаш дебютировал в матче против сборной Словакии в марте 2003.
Тамаш принял участие во всех матчах сборной Румынии на стадии группового турнира чемпионата Европы 2008, прошедшего в Швейцарии и Австрии.
12 августа 2011 года стало известно, что главный тренер сборной Румынии Виктор Пицуркэ отстранил Тамаша вместе с Адрианом Муту от игр за сборную на пожизненный срок за употребление алкоголя в ночь перед товарищеской игрой с Сан-Марино.

## Достижения
- Чемпион Румынии второго дивизиона: 1999
- Обладатель Кубка Румынии: 2005